# Rullstolskarate
Rullstolskarate härstammar liksom karaten själv från Japan. Rullstolskaraten utvecklades initialt av Sōke Tetsuhiko Asai, 10:e dangraden i Asai-ha Shōtōkan. Syftet var att försöka genom utbyggd handikappidrott bättre integrera japanska rullstolsburna i samhället. 

## Bevekelsegrund
Bakgrunden är den fortfarande problematiska behandlingen av funktionshindrade i det japanska samhället. Härutöver bör det också ges möjlighet för personer med funktionshinder att träna  karate, för att därigenom kunna hålla sig friska.  Den fysiologiska träningen och den positiva effekten av en social miljö som en klubb skulle därtill i viss utsträckning kunna höja eller återge livskvalitet. Detta beror naturligtvis främst på typen och graden av funktionsnedsättning. 

## Utförande
Träning innebär såväl grundtekniker Kihon, övningar med partner, fight Kumite som självförsvarstekniker. Träningsgrupper består mestadels av rullstolsburna med olika funktionsnedsättning och/eller orsaker tillsammans med icke handikappade karateka.

### Kata
Även fastlagda rörelsemönster, Kata har utvecklats speciellt för rullstolsbundna:  
| Shorin Sho (初輪小) |
| Nirin Sho (二輪小)  |
| Sanrin Sho (三輪小) |
| Yonrin Sho (四輪小) |
| Gorin Sho (五輪小)  |

## Förekomst
Ytterligare steg har vidtagits och träningen utökats främst i Tyskland med klubbar i Berlin, Erfurt och Leipzig. Detta har för närvarande åstadkommits genom Sensei Tadashi Ishikawas försorg.
Något större internationellt genombrott kan dock ännu inte noteras. I England och även i Sverige finns dock sen några år en spirande verksamhet med fler aktiva i några få klubbar.

### I Sverige
Dala Karateklubb i Ludvika är en av de första klubbarna i Sverige som sedan augusti 2010 erbjuder rullstolskarate. För Mattias Söderberg, som är rullstolsburen, innebär det här både en ny gemenskap, bättre fysik och bättre självkänsla.

## Exempel på andra handikappidrotter
- goalball
- kälkhockey, en variant av ishockey
- rullstolsbasket
- rullstolscurling
- rullstolsrugby
- rullstolstennis
- sitski, en variant av skidåkning